# Groupe SFPI
Die Groupe SFPI S.A. ist eine börsennotierte französische Industrieholding mit Sitz in Paris. SFPI ist in der Haus- und Schutzindustrie tätig.

## Hintergrund
Unternehmer unter der Leitung von Henri Morel (* 1957) gründeten SFPI 1985 in Frankreich aus dem Wunsch, Industrieunternehmen zu übernehmen und zu entwickeln, zuletzt 2022 die Wo&Wo Sonnenlichtdesign aus Graz und Tapkey aus Wien.
Die Geschäftsbereiche der Gruppe sind: NEU JKF (Luftaufbereitung), DOM Security (Schlösser, Schließsysteme), MMD (Wärmetauscher), MAC (Wärmetauscher) und Sonstige Aktivitäten.
Etwas über die Hälfte des Umsatzes wird in Frankreich erzielt. Das Gleiche gilt für die Mitarbeiterverteilung.
Mehr als 60 % der Aktien liegen bei den Gründern, ungefähr 21 % ist Streubesitz und die restlichen Aktien liegen bei institutionellen Anlegern.